# Fashion Victim (chanson)
Pour les articles homonymes, voir Fashion victim (homonymie).
 (mai 2013).
Si vous disposez d'ouvrages ou d'articles de référence ou si vous connaissez des sites web de qualité traitant du thème abordé ici, merci de compléter l'article en donnant les références utiles à sa vérifiabilité et en les liant à la section « Notes et références ».
Singles de Lorie
Parti pour zouker
(2006) Je vais vite
(2007)
Fashion Victim est une chanson de la chanteuse française Lorie extraite de son quatrième album studio, intitulé Rester la même. Quatrième et dernier single de l'album, il est sorti le 23 octobre 2006 et s'est vendu entre 30 000 et 35 000 exemplaires.

## Clip vidéo
Le clip est extrait de la tournée Live Tour 2006 et met en scène Lorie dans un défilé de mode.

## Liste des pistes
- CD single

1. Fashion Victim (Snoop Remix) – 4:03
2. Fashion Victim (London Remix) – 3:53
3. Fashion Victim (80's Enola Remix) – 3:55

## Crédits
- Auteurs compositeurs : Johnny Williams et Pierre Billon
- Programmation et claviers : Loran Romain
- Guitare : Sylvain Gambini
- Photo : Yan Forhan

## Classement hebdomadaire
| Pays          | Meilleure position | Nombre de semaines |
| ------------- | ------------------ | ------------------ |
| France        | 20                 | 25                 |
| Belgique (WA) | 33                 | 2                  |